# Emmanuel Mutai
Emmanuel Kipchirchir Mutai, född den 12 oktober 1984, är en kenyansk friidrottare som tävlar i maratonlöpning.
Mutai deltog vid VM 2009 i Berlin där han blev silvermedaljör i maraton. Han har även vunnit Amsterdam Marathon och kommit fyra i London maraton.